# یواس‌اس روانوک (ای‌اوآر-۷)
یواس‌اس روانوک (ای‌اوآر-۷) (به انگلیسی: USS Roanoke (AOR-7)) یک کشتی است که طول آن ۶۵۹ فوت (۲۰۱ متر) می‌باشد. این کشتی در سال ۱۹۷۴ ساخته شد.